# Tarrés
Tarrés község Spanyolországban, Lleida tartományban. Tarrés Vimbodí, Fulleda és Vinaixa községekkel határos. Lakosainak száma 125 fő (2024).

## Népesség
A település népessége az utóbbi években az alábbiak szerint változott:
| Lakosok száma | 79   | 323  | 275  | 224  | 92   | 121  | 108  | 105  | 106  | 125  |
|               | 1717 | 1887 | 1936 | 1960 | 1986 | 2004 | 2009 | 2014 | 2019 | 2024 |